# Asioamericani
Per asioamericani (in inglese: Asian American) si intendono gli statunitensi di origine asiatica.
La definizione di asioamericani cominciò a essere usata informalmente negli anni sessanta dagli attivisti politici in alternativa al termine "orientale", a cui si attribuiva una connotazione colonialista. L'uso formale del termine fu introdotto nell'ambiente accademico all'inizio degli anni settanta dallo storico Jurij Ichioka. La definizione di asioamericani è usata nella maggior parte dei contesti ufficiali, come le ricerche accademiche e governative. Nell'uso comune il termine è spesso accorciato in "asiatici".
Lo United States Census Bureau comprende in questa categoria gli americani originari dell'Asia orientale, del sud-est asiatico e del subcontinente indiano. Gli asioamericani sono originari principalmente da Cina, Corea, Filippine, Giappone, India e Vietnam. Nel censimento del 2010 la categoria degli asioamericani comprendeva circa 14.700.000 persone, pari al 4,8% della popolazione degli Stati Uniti.

## Filmografia
- The Flower of Doom, regia di Rex Ingram (1917)
- L'idolo offeso (The Tong Man), regia di William Worthington (1919)
- Old San Francisco, regia di Alan Crosland (1927)
- Limehouse Blues, regia di Alexander Hall (1934)
- Daughter of Shanghai, regia di Robert Florey (1937)
- Tigre verde (Think Fast, Mr. Moto), regia di Norman Foster (1937)
- Topax, documentario, regia di Dave Tatsuno (1945)
- Allo sbaraglio (Go for Broke!), regia di Robert Pirosh (1951)
- The Gallery of Madame Liu-Tsong, serie televisiva, 10 episodi in una stagione (1951)
- Fior di loto (Flower Drum Song), regia di Henry Koster (1961)
- Hawaii Squadra Cinque Zero serie televisiva, 284 episodi in 12 stagioni (1968-80)
- Dreams of Glass, regia di Robert Clouse (1970)
- Shanghai Joe, regia di Mario Caiano (1973)
- Slaughter in San Francisco, regia di Wei Lo (1974)
- Year of the Dragon, film televisivo, regia di Portman Paget e Russell Treyz (1975)
- Mr. T and Tina, serie televisiva, 9 episodi in una stagione (1976)
- Chinatown Kid, regia di Cheh Chang (1977)
- Chan Is Missing, regia di Wayne Wang (1982)
- Revenge of the Ninja, regia di Sam Firstenberg (1983)
- Per vincere domani - The Karate Kid (The Karate Kid), regia di John G. Avildsen (1984)
- L.A. Streetfighters, regia di Woo-sang Park (1985)
- Ohara, serie televisiva, 30 episodi in 2 stagioni (1987-88)
- Il circolo della fortuna e della felicità (The Joy Luck Club), regia di Wayne Wang (1993)
- Better Luck Tomorrow, regia di Justin Lin (2002)
- Salvare la faccia (Saving Face), regia di Alice Wu (2004)
- Tie a Yellow Ribbon, regia di Joy Dietrich (2007)
- In the Family, regia di Patrick Wang (2011)
- Dr. Ken, serie televisiva in 44 episodi (2015-17)
- Crazy & Rich (Crazy Rich Asians), regia di Jon M. Chu (2018)
- Minding the Gap, documentario, regia di Bing Liu (2018)
- The Farewell - Una bugia buona (The Farewell), regia di Lulu Wang (2019)
- Jentry Chau contro il regno dei demoni, serie animata (2024)